# نرا اسماجیچ
نرا اسماجیچ (انگلیسی: Nera Smajić؛ زادهٔ ۱۵ مارس ۱۹۸۴) بازیکن فوتبال اهل سوئد است.
از باشگاه‌هایی که در آن بازی کرده‌است می‌توان به باشگاه فوتبال روزنگرد اشاره کرد.
وی همچنین در تیم ملی فوتبال Sweden U19 بازی کرده‌است.